# Othello, Washington
Othello este un oraș din Comitatul Adams, Washington, Statele Unite ale Americii. Populația era de 5.847 de locuitori la recensământul din 2000 și a crescut cu 25,9% în următorul deceniu, la 7.364 la recensământul din 2010. La recensământul din 2018, a fost de 8.099. Othello se referă la oraș ca fiind în inima Columbia Basin Project. Este situat la aproximativ 100 mile (160 km)  sud-vest de Spokane, și la 180 mile (290 km) est de Seattle, și la aproximativ 25 mile (40 km) sud de Interstatal 90, la intersecția dintre SR 17 și SR 26.